# Gorges de l’Ardèche

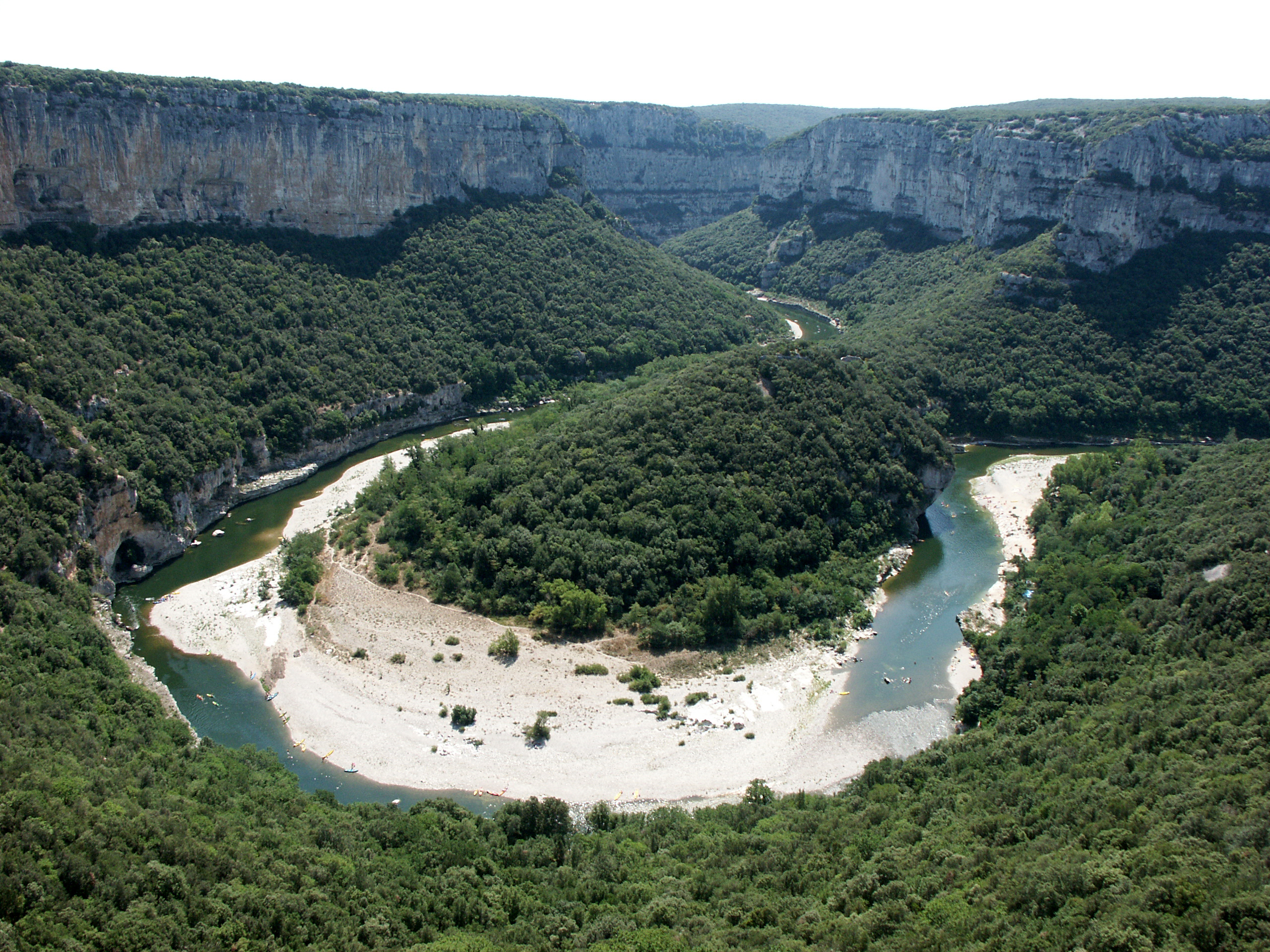
Cirque de Madeleine

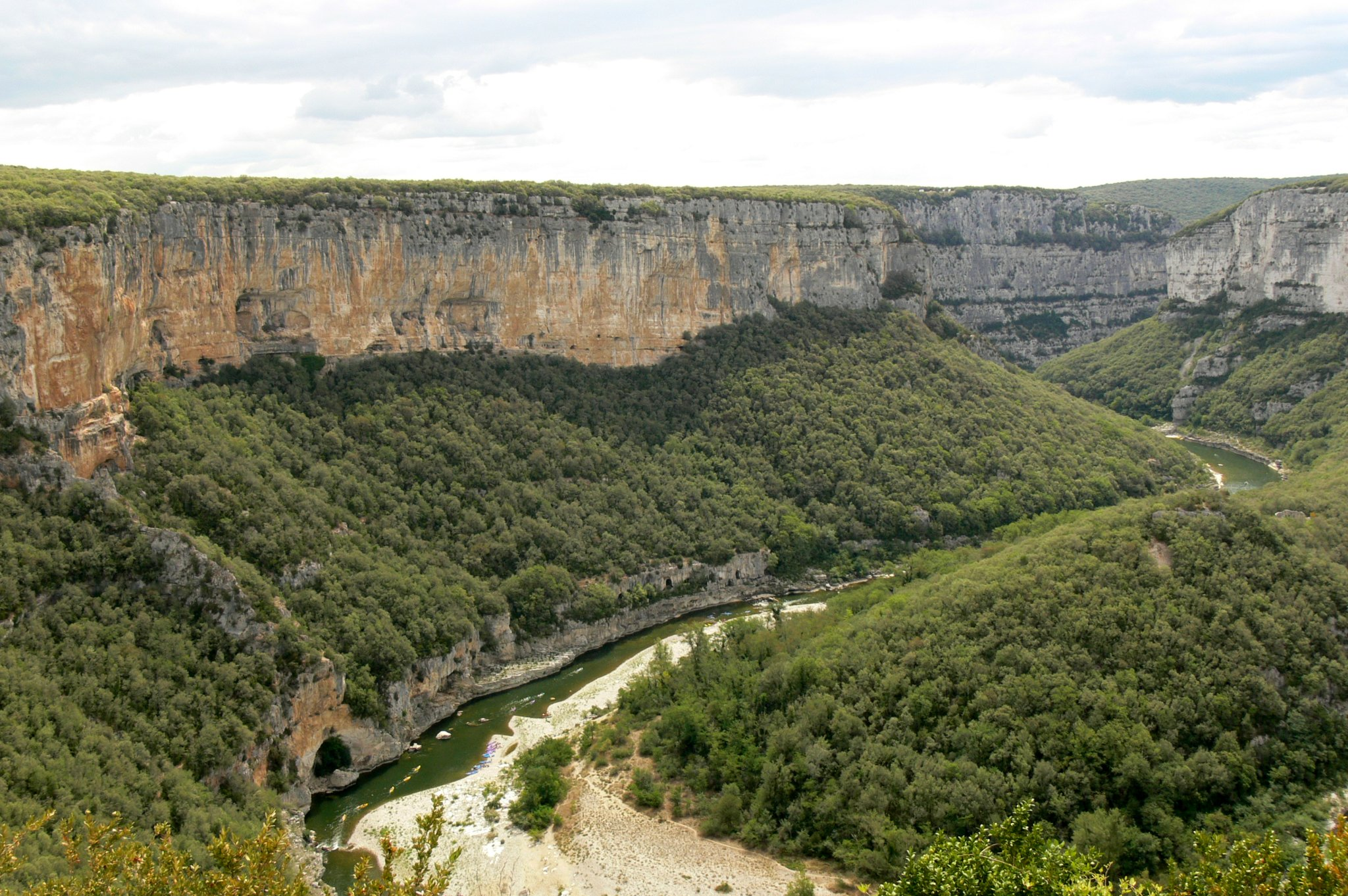
Blick in die Schlucht

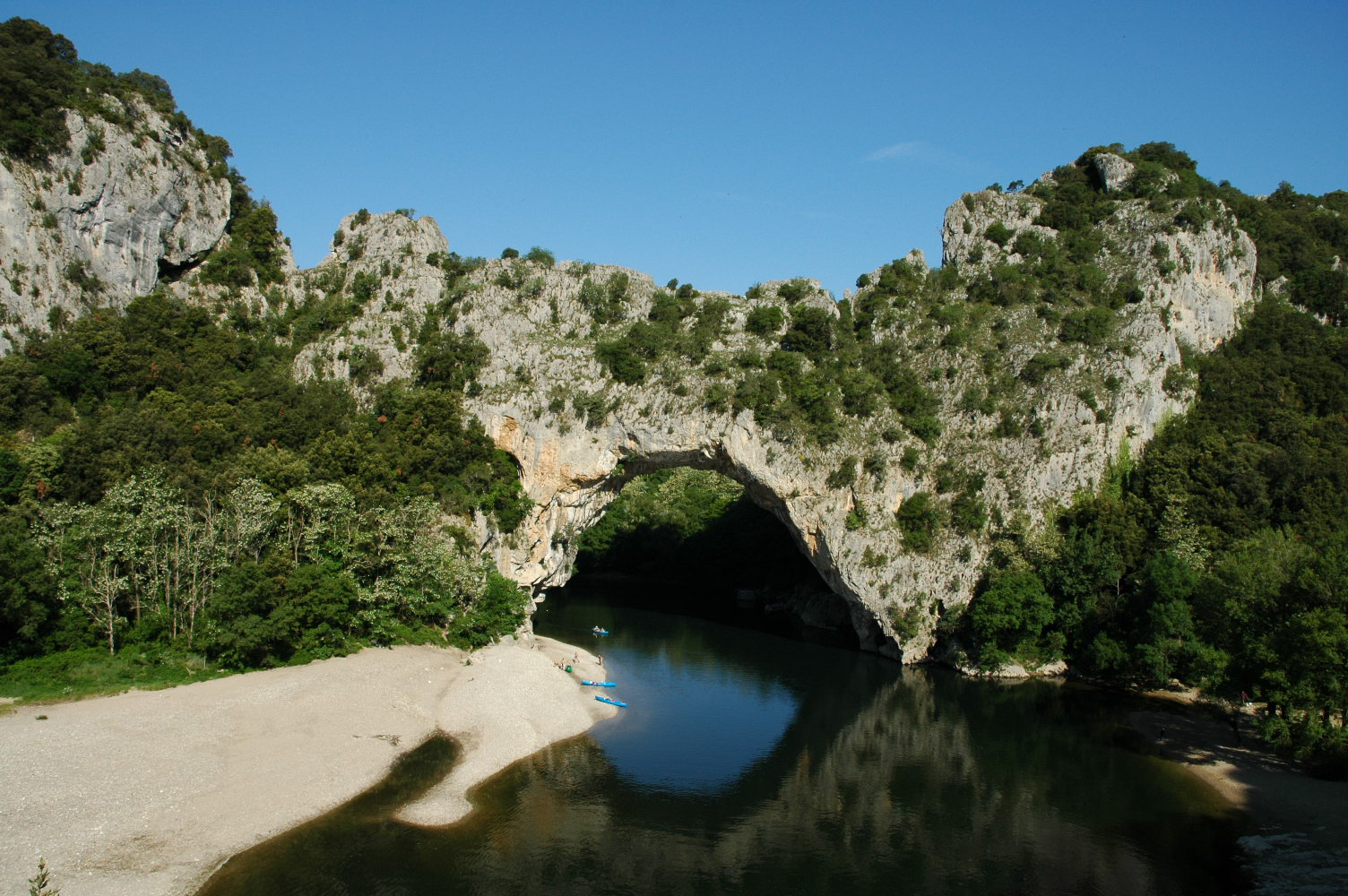
Der Naturbogen Pont d’Arc

Gorges de l’Ardèche wird die große Schlucht im letzten Drittel des Flusses Ardèche zwischen den Orten Vallon-Pont-d’Arc und Saint-Martin-d’Ardèche in Frankreich genannt. Die zweite Hälfte der Schlucht flussabwärts bildet gleichzeitig die Grenze der Départements Ardèche und Gard.

## Geographie
Die Schlucht beginnt nordwestlich mit dem Natursteinbogen des Pont d’Arc und endet bei den Orten Aiguèze und dem Ortsteil von Sauze (Saint-Martin-d’Ardèche) im Südosten.
Hoch über der Schlucht verläuft eine Tourismusstraße (D 290) mit vielen Aussichtspunkten, die Schlucht selbst steht unter strengem Naturschutz.

## Anliegergemeinden
Die Gorges de l’Ardèche liegen auf dem Gebiet von sieben Kommunen im Département Ardèche (Vallon-Pont-d’Arc, Salavas, Labastide-de-Virac, Saint-Remèze, Bidon, Saint-Marcel-d’Ardèche und Saint-Martin-d’Ardèche). Zwei Gemeinden im Südwesten der Schlucht Le Garn und Aiguèze liegen im Département Gard.

## Tourismus
Die Gorges de l’Ardèche sind der Touristenmagnet des Départements. Die große Schlucht ist seit Jahrzehnten ein Klassiker des Kanu- und Kajak-Sports. Die Panoramastraße zieht Motorrad- und Fahrradtouristen an. Zahlreiche Campingplätze, Hotels und Restaurants befinden sich an den Zufahrten zur Schlucht.